# Programmations du festival La Route du Rock
Le festival La Route du Rock propose depuis sa création une programmation axée sur le rock.

## Années 1990

### Édition 1991 (#1)
Dates : Du 28 février au 2 mars.
Programmation : Anechoïc Chamber, The Grief, Les Tétines Noires, Little Nemo, Les Freluquets, Black Maria, Transpolis, Bruno Green, Moonday Tales.
Lieux : Maison des associations et Centre Allende.
Fréquentation : 800 personnes.

### Édition 1992 (#2)
Dates : 28 février au 1er mars.
Programmation : Mange L'Ours Mange, Welcome To Julian, Exit, Chelsea, De Medicis, The Little Rabbits, Hot Gossip, Madame Bovary, Jivaros Quartet, Doe Brime, Complot Bronswick, Collection d'Arnell-Andréa, La Muerte, Empty Bottles, The Cassandra Complex.
Lieu : Maison des associations.
Fréquentation : 1 200 personnes.

### Édition 1993 (#3)
Dates : 4 au 7 mars.
Programmation : Via Romance, No Man's Land, Deity Guns, Planete Zen, Gallon Drunk, Jason Rawhead, Les Thugs, Colm, They Do It With Mirrors, The High Llamas, Dominique A, Moose, Mum's The Word, Fabulous Trobadors, Sister Iodine

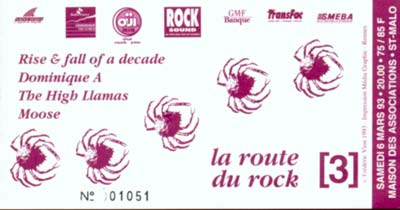
ticket d'entrée de la route du rock (concert du 6 mars 1993)

Lieu : Maison des associations.
Fréquentation : 2 000 personnes.

### Édition 1994 (#4)
Date : 13 août.
Programmation : Jean-Louis Murat, Catchers, Electrafixion, Shed Seven, Compulsion, Chumbawamba, Rise and Fall of a Decade, S*M*A*S*H.
Lieu : Fort de Saint-Père.
Fréquentation : 2 400 personnes.

### Édition 1995 (#5)
Dates : 18 et 19 août.
Programmation : Miossec, Dominique A, The Bluetones, Powder, Gene, Salad, Menswear, Yachines, Marion, Supergrass, Skunk Anansie, Tiny Monroe.
Lieu : Fort de Saint-Père.
Fréquentation : 4 200 personnes.

### Édition 1996 (#6)
Dates : 16 au 18 août.
Programmation : Suede, Garbage, Sleeper, Placebo, Longpigs, Solar Race, Fun Lovin' Criminals, Diabologum, Weezer, Compulsion, The Bluetones, The Divine Comedy, Octopus, Sparklehorse, The Frank and Walters, Spring, Jack, Ruby, 60 Feet Dolls, Silvain Vanot.
Lieu : Fort de Saint-Père.
Fréquentation : 13 000 personnes.

### Édition 1997 (#7)
Dates : 15 au 17 août.
Programmation : Eels, Placebo, Natacha Atlas, Geneva, Sneaker Pimps, Louise Attaque, Asian Dub Foundation, The Boo Radleys, Dinosaur Jr, Death in Vegas, GusGus, Melville, Kat Onoma, Swell, Autour de Lucie, Drugstore, Travis, Magoo, Formula One, Linoleum, Fun Da Mental, Monk and Canatella.
Lieu : Fort de Saint-Père.
Fréquentation : 20 000 personnes.

### Édition 1998 (#8)
Dates : 14 au 16 août.
Programmation : Portishead, PJ Harvey, Rachid Taha, Spiritualized, The Unbelievable Truth, Catchers, Jay-Jay Johanson, Transglobal Underground, Heather Nova, Perry Blake, Ultrasound, The Aloof, Yann Tiersen, Gomez, Sunhouse, The Olivia Tremor Control, Theaudience, Six by Seven.
Lieu : Abords du Fort de Saint-Père.
Fréquentation : 22 000 personnes.

### Édition 1999 (#9)
Dates : 13 au 15 août.
Programmation : Blur, Tindersticks, GusGus, Les Rythmes Digitales, Freestylers, DJ Shadow, dEUS, Breakbeat Era, Archive, Arno, Red Snapper, Nitin Sawhney, Arab Strap, Regular Fries, Clinic, Muse, Erik Arnaud, Sporto Kantes, Experimental Pop Band, Mr Neveux, Étienne Charry, Michel Houellebecq.
Lieu : Fort de Saint-Père.
Fréquentation : 17 000 personnes.

## Années 2000

### Édition 2000 (#10)
Dates : 11 au 13 août.
Programmation : Placebo, Laurent Garnier, Roni Size, Death in Vegas, Day One, Gonzales, The Baby Namboos, Zend Avesta, Bentley Rhythm Ace, Saint-Étienne, Dot Allison, Smith & Mighty, A Guy Called Gerald, Badly Drawn Boy, The Flaming Lips, The Delgados, Shane Cough.
Lieu : Fort de Saint-Père.
Fréquentation : 18 000 personnes.

### Édition 2001 (#11)
Dates : 10 au 12 août.
Programmation : Pulp, Muse, Yann Tiersen, Superheroes, Mogwai, Tom Mc Rae, Ladytron, Lali Puna, The Avalanches, Goldfrapp, Interpol, Frank Black & The Catholics, I Am Kloot, Lift to Experience, Troublemakers, Chokebore, Alpha, M83.
Lieu : Fort de Saint-Père.
Fréquentation : 22 000 personnes.

### Édition 2002 (#12)
Dates : 9 au 11 août.
Programmation : The Divine Comedy, Röyksopp, Interpol, Programme, The Coral, Departure lounge, Jean-Louis Murat, Archive, Trash Palace, Kid Loco, The Electric Soft Parade, Destroyer, DJ Shadow, Suede, Black Rebel Motorcycle Club, The Notwist, Leaves, The Bees, The Big Knife, Arnaud Rebotini, Slurg, Bobby Hardcore Liberace.
Lieux : Fort de Saint-Père, Plage de Bon Secours.
Fréquentation : 16 500 personnes.

### Édition 2003 (#13)
Dates : 15 au 17 août.
Programmation : Death in Vegas, Travis, 2 Many DJ's, Yeah Yeah Yeahs, Grandaddy, Audio Bullys, M83, Hot Hot Heat, Hoggboy, Broken Social Scene, Buck 65, Playdoh, Black Dice, Cyann & Ben, Syd Matters, Ms. John Soda, Styrofoam, Manitoba, Tujiko Noriko, Prefuse 73, Stuntman 5, Four Tet, Pita, Trevor Jackson, Thomas Morr, Arnaud Rebotini, Four Tet, Bobby Hardcore Liberace.
Lieux : Fort de Saint-Père, Palais du Grand Large, Plage de Bon Secours.
Fréquentation : 14 000 personnes.

### Édition 2004 (#14)
Dates : 13 au 15 août.
Programmation : Air, Dionysos, dEUS, TV on the Radio, Phoenix, The Kills, RJD2, LCD Soundsystem, The Jon Spencer Blues Explosion, Blonde Redhead, Mojave 3, Flotation Toy Warning, Now It’s Overhead, Troublemakers, Peaches, Girls in Hawaii, Lali Puna, The Beta Band, CocoRosie, Laura Veirs, Fennesz, Gravenhurst, Murcof, Velma, Nouvelle Vague, Colleen, Margo, DJ Oil, La Kuizine.
Lieux : Fort de Saint-Père, Palais du Grand Large, Plage de l'éventail.
Fréquentation : 20 000 personnes.

### Édition 2005 (#15)
Dates : 12 au 14 août.

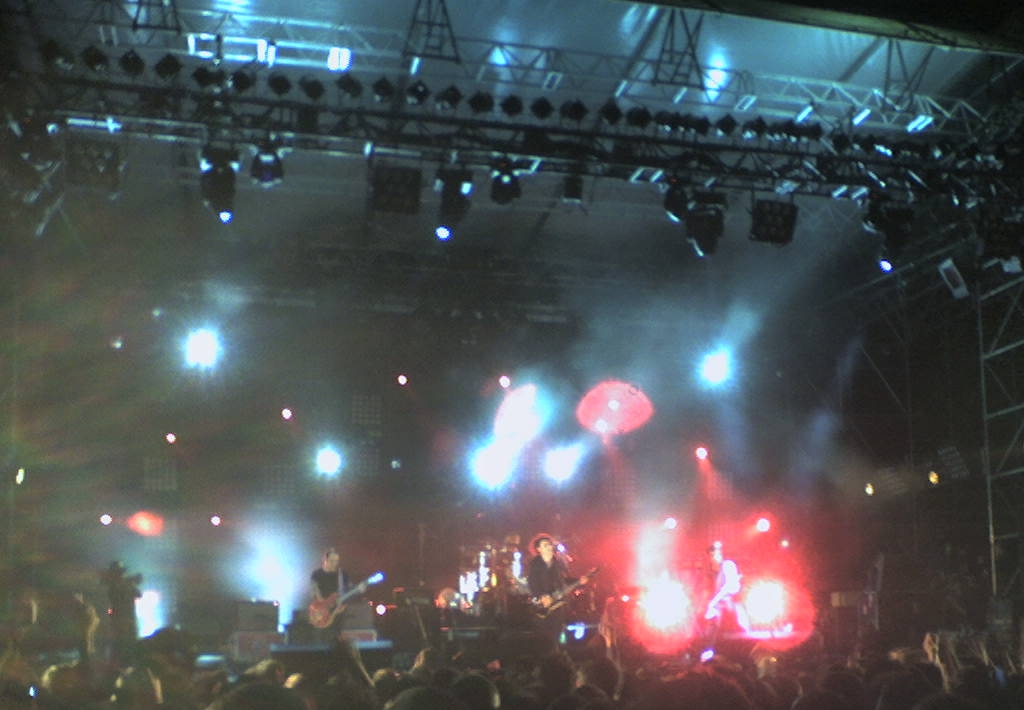
The Cure

Programmation : The National, !!!, Vive La Fête, Mercury Rev, The Cure, Metric, Yo La Tengo, The Raveonettes, Sonic Youth, The Wedding Present, Colder, The Polyphonic Spree, Alamo Race Track, The Organ, Maxïmo Park, Art Brut, Boom Bip, Animal Collective, Camille, Sébastien Schuller, Leslie Winer, Great Lake Swimmers, Mus, Marsen Jules, Christopher O'Riley, Thomas Morr, Alexis, Antipop.
Lieux : Fort de Saint-Père, Palais du Grand Large, Plage de l'éventail.
Fréquentation : 27 000 personnes.

### Éditions 2006

#### La Collection Été #16 (11 au13 août)
Programmation : Howling Bells, Why?, Islands, Calexico, Mogwai, Liars, Rubin Steiner, Friends of Dean Martinez, Grizzly Bear, Ulrich Schnauss, Port Royal, You Say Party! We Say Die!, The Pipettes, Belle and Sebastian, Cat Power, TV on the Radio, Radio 4, Stuntman 5, Micah P. Hinson, Stuart A. Staples, Dillinger Girl & Baby Face Nelson, Band of Horses, Katerine, Franz Ferdinand, The Spinto Band, Chloé, Abstrackt Keal Agram, El Perro del Mar, Isobel Campbell, Dimitri Plays, Sol Seppy.
Lieux : Fort de Saint-Père, Palais du Grand Large, Plage de Bon Secours.
Fréquentation : 21 000 personnes..

#### La Collection Hiver #1 (17 et18 février)
Programmation: Nits, Vive La Fête, Giant Sand, The Earlies, Gravenhurst, Battles, The Duke Spirit, Baxter Dury, Test Icicles, Thee More Shallows, OMR, Villeneuve, Verone, Rock&Roll, Birdy Nam Nam, John Lord Fonda, Toxic, François Eudes Chanfrault.
Lieux : L'Omnibus, Palais du Grand Large, Club l'Escalier.

### Éditions 2007

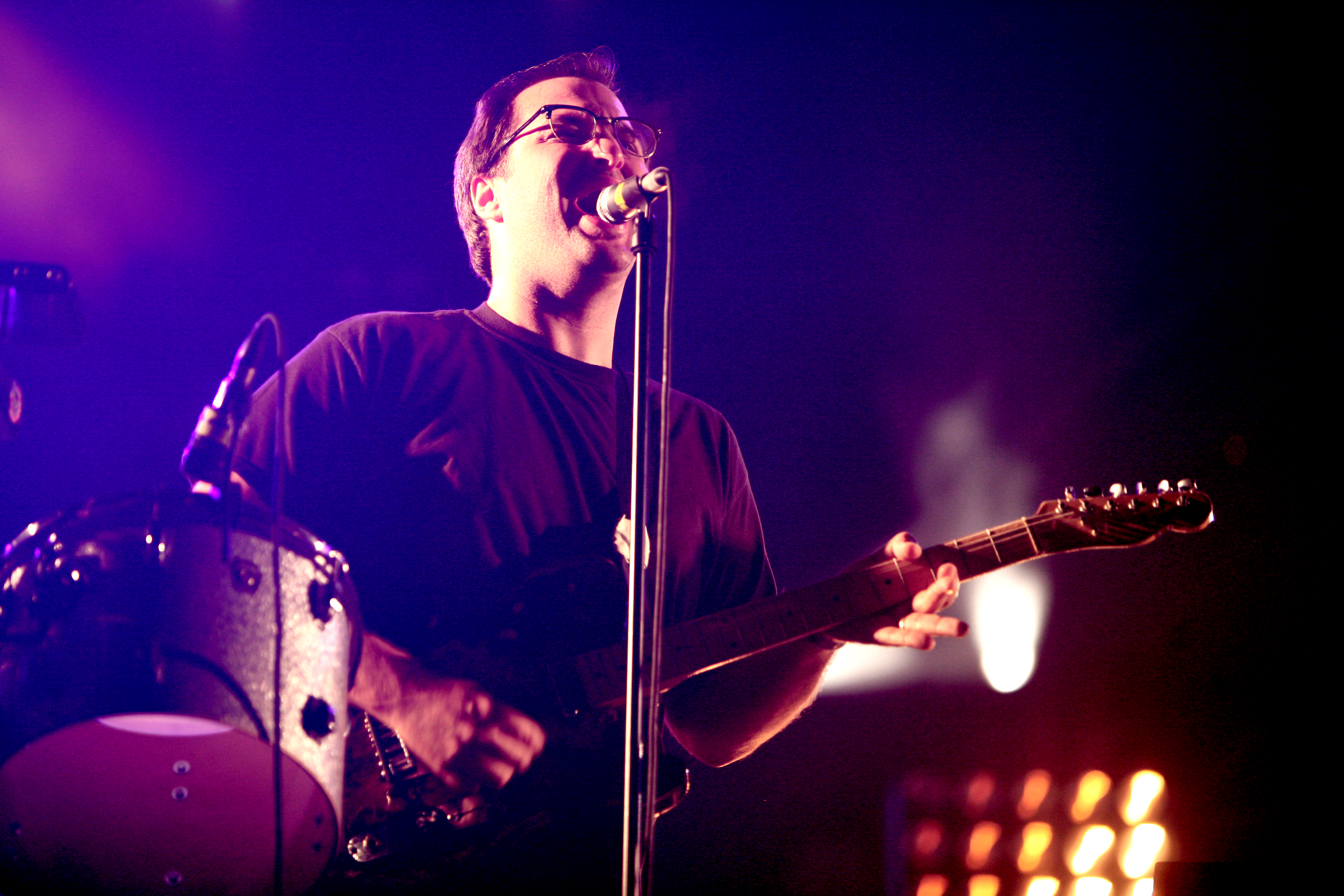
LCD Soundsystem

#### La Collection Eté #17 (15 au17 août)
Programmation: The Smashing Pumpkins, Sonic Youth (Daydream Nation), Justice, LCD Soundsystem, CSS, The Go! Team, The National, Albert Hammond Jr, Electrelane, Herman Düne, Art Brut, New Young Pony Club, Elvis Perkins, Turzi, 120 Days, The Besnard Lakes, Voxtrot, Woven Hand, Robert Gomez, Patrick Watson, Windmill, Final Fantasy, Ensemble, Anna Ternheim, Thee, stranded horse, Sébastien Schuller, The Gentleman Losers, Lucky Pierre, Inrocks Steady Crew, O:liv.
Lieux : Fort de Saint-Père, Palais du Grand Large, Plage de Bon Secours.
Fréquentation : 24 000 personnes.

#### La Collection Hiver #2 (16 au18 février)
Programmation: Paula Frazer & Tarnation, Low, Clinic, Shannon Wright, The Blood Arm, Max Richter, Jóhann Jóhannsson, Sophia, SebastiAn, Saroos, Adam Kesher, Does It Offend You, Yeah?, aMute, Belone Quartet, orking For A Nuclear Free City
Lieux : L'Omnibus, Palais du Grand Large, Chapelle Saint-Sauveur, Club l'Escalier.
Fréquentation : 3 000.

### Éditions 2008

#### La Collection Été #18 (14 au16 août)
Programmation : Foals, Cold War Kids, The Breeders, Tindersticks, The Dø, The War on Drugs, Magnetic Friends & Luz, Adam Kesher, Pivot, Sigur Rós, The Notwist, Why?, No Age, Midnight Juggernauts, Poni Hoax, The Ting Tings, Girls in Hawaii, French Cowboy & Lisa Li-Lund, Menomena, Fuck Buttons, The Dodos, Micah P. Hinson, Bowerbirds, Windsor For The Derby, Phosphorescent, Nina Nastasia, O:LIV, Centenaire, Takeshi Nishimoto.
Lieux : Fort de Saint-Père, Palais du Grand Large, Plage de Bon Secours.
Fréquentation : 16 500 personnes.

#### La Collection Hiver #3 (22 au24 février)
Programmation : José González, Dirty Three, Vic Chesnutt, The Raveonettes, Idaho, Pluramon Feat. Julee Cruise, MGMT, Yeasayer, Le Loup, Caribou, Sylvain Chauveau, Danger, Pilooski, Zombie Zombie.
Lieux : L'Omnibus, Chapelle Saint-Sauveur, Club l'escalier, Chapelle Saint Sauveur.
Fréquentation : 2 500.

### Éditions 2009

#### La Collection Été #19 (14 au16 août)
Programmation : My Bloody Valentine, Grizzly Bear, Dominique A, Snowman, Camera Obscura, Tortoise, The Kills, Simian Mobile Disco, Peaches, Andrew Bird, Bill Callahan, Crystal Stilts, Marissa Nadler, Papercuts, St. Vincent, Mark Kozelek, Telepathe, A Place to Bury Strangers, Gang Gang Dance, Four Tet, Deerhunter, Forest Fire.
Lieux : Fort de Saint-Père, Palais du Grand Large, Plage de Bon Secours, Scène Jeunes Talents, Club l'escalier.
Fréquentation : 15 000 personnes.

#### La Collection Hiver #4 (20 au22 février)
Programmation : Archie Bronson Outfit, John and Jehn, Chairlift, Jeremy Jay, Titus Andronicus, Women, Crystal Antlers, Handsome Furs, Laetitia Shériff, NLF3, Elysian Fields, François Virot, Dirty Sound System, Joakim
Lieux : L'Omnibus, Chapelle Saint-Sauveur, Club l'escalier, Centre d'Animation de la Vallée.

## Années 2010

### Éditions 2010

#### La Collection Été #20 (13 au15 août)
Programmation : Massive Attack, The Flaming Lips, The National, Yann Tiersen, Liars, The Black Angels, Caribou, Two Door Cinema Club, Archie Bronson Outfit, Dum Dum Girls, Martina Topley Bird, Hope Sandoval & The Warm Inventions, The Rapture, Ganglians, Owen Pallett, Foals, We Have Band, The Hundred in the Hands , Little Red Lauter, Lonesome French Cowboy, Karaocake, Round Table Knights, Tim Sweeney & Tim Goldsworthy.
Lieux : Fort de Saint-Père, Palais du Grand Large, Plage de Bon Secours, Club l'escalier.
Fréquentation : 20 000 personnes.

#### La Collection Hiver #5 (19 au21 février)
Programmation : The Horrors, Beach House, Local Natives, Beak>, Shearwater, Clues, Fiery Furnaces, Turzi, The Tallest Man on Earth, Winter Family, Jackie-O-Motherfucker, Clara Clara.
Lieux : L'Omnibus, Chapelle Saint-Sauveur, Club l'escalier, Centre d'Animation de la Vallée, Chapelle du conservatoire de Rennes.
Fréquentation : 2 500

### Éditions 2011

#### La Collection Été #21 (12 au14 août)
Programmation : Aphex Twin, The Kills, Fleet Foxes, Blonde Redhead, Mogwai, Battles, Sebadoh, Electrelane, Low, Crocodiles, Cults, Cat's Eyes, Suuns, Okkervil River, Dan Deacon, Here We Go Magic, Josh T. Pearson, Étienne Jaumet, Anika, Dirty Beaches, Other Lives, Still Corners, Cheveu, Chelsea Wolfe, Brodinski, Turzi Electronique Experience, Botibol, Gesaffelstein, Frànçois and The Atlas Mountains.
Lieux : Fort de Saint-Père, Palais du Grand Large, Plage de Bon Secours, Club l'escalier.
Fréquentation : 25 000 personnes.

#### La Collection Hiver #6 (18 au20 février)
Programmation : Suuns, Cold War Kids, Esben And The Witch, Timber Timbre, The Pains of Being Pure at Heart, Isobel Campbell & Mark Lanegan
Lieux : L'Omnibus, Chapelle Saint-Sauveur, Club l'escalier, Centre d'Animation de la Vallée, Chapelle du conservatoire de Rennes.

### Éditions 2012

#### La Collection Été #22 (10 au12 août)
| Programmation                            | Vendredi 10 août 2012                                                          | Samedi 11 août 2012                                               | Dimanche 12 août 2012                                                                               |
| ---------------------------------------- | ------------------------------------------------------------------------------ | ----------------------------------------------------------------- | --------------------------------------------------------------------------------------------------- |
| Le Palais du Grand Large                 |                                                                                | Dominique A, Memoryhouse                                          | |
| L'Escalier Club                          | Michael Mayer                                                                  | Jamie xx                                                          | |
| La Plage                                 | Don Niño                                                                       | Ela Orleans                                                       | Jonathan Fitoussi                                                                                   |
| Le Fort de Saint-Père - Scène de la Tour | Civil Civic, Yeti Lane                                                         | Willis Earl Beal, Egyptology                                      | Colin Stetson, Judah Warsky                                                                         |
| Le Fort de Saint-Père - Scène du Fort    | Spiritualized, Squarepusher, Dominique A, Patrick Watson, The Soft Moon, Alt-J | The XX, Mark Lanegan, Breton, Lower Dens, Savages, Veronica Falls | Mazzy Star, Hanni El Khatib, Chromatics, Stephen Malkmus And The Jicks, The Walkmen, Cloud Nothings |

Annulé : My best Fiend
Lieux : Fort de Saint-Père, Plage de Bon Secours, L'Escalier Club, Le Palais du Grand Large.
Fréquentation : 14 500 personnes.

#### La Collection Hiver #7 (15 au19 février)
Programmation : A Winged Victory For The Sullen, Gauntlet Hair, Kim Novak, Caveman, S.C.U.M, The Men, Blouse, Loney Dear, Baxter Dury, Elektronische Stauband, Boom Bip, Simon Scott, Soap&Skin.
Lieux : L'Omnibus, Chapelle Saint-Sauveur, Club l'escalier, Centre d'Animation de la Vallée, Chapelle du conservatoire de Rennes.

### Éditions 2013

#### La Collection Été #23 (du 14 au17 août)
| Programmation                              | Mercredi 14 août 2013        | Jeudi 15 août 2013                                                    | Vendredi 16 août 2013                                                     | Samedi 17 août 2013                                             |
| ------------------------------------------ | ---------------------------- | --------------------------------------------------------------------- | ------------------------------------------------------------------------- | --------------------------------------------------------------- |
| La Nouvelle Vague                          | Austra, Clinic, Julia Holter |                                                                       |                                                                           |                                                                 |
| La Plage                                   |                              | Clapping Music (DJ Set), Orval Carlos Sibelius                        | Hands in the Dark (DJ Set), Cankun                                        | Desire (DJ Set), Trésors                                        |
| Le Fort de Saint-Père - Scène des Remparts |                              | Jacco Gardner, Moon Duo, Electric Electric                            | Jackson Scott, Allah-Las, Zombie Zombie                                   | Widowspeak, Parquet Courts, Suuns                               |
| Le Fort de Saint-Père - Scène du Fort      |                              | Iceage, Local Natives, Nick Cave and the Bad Seeds, !!!, Fuck Buttons | Woods, Efterklang, Godspeed You! Black Emperor, Bass Drum Of Death, TNGHT | Junip, Concrete Knives, Tame Impala, Hot Chip, Disclosure(Live) |

Intersets par Magnetic Friends
Lieux : Fort de Saint-Père, La Nouvelle Vague, Plage de Bon Secours, Club l'Escalier.
Fréquentation : 21 000 personnes.

#### La Collection Hiver #8 (13 au17 février)
Programmation : John Cale, METZ, Lou Doillon, Melody's Echo Chamber, Yan Wagner, Peter Von Poehl, Poni Hoax, Jason Lytle, JC Satàn, Wall of Death, Lescop…
Lieux : La Nouvelle Vague, Chapelle Saint-Sauveur, Club l'escalier, L'Antipode MJC.

### Éditions 2014

#### La Collection Été #24 (du 13 au16 août)
| Programmation                              | Mercredi 13 août 2014                                        | Jeudi 14 août 2014                                                           | Vendredi 15 août 2014                            | Samedi 16 août 2014                                     |
| ------------------------------------------ | ------------------------------------------------------------ | ---------------------------------------------------------------------------- | ------------------------------------------------ | ------------------------------------------------------- |
| La Nouvelle Vague                          | Ought, Hamilton Leithauser, Frànçois and The Atlas Mountains |                                                                              |                                                  |                                                         |
| La Plage                                   |                                                              | Johnny Hawaii                                                                | Aquaserge                                        | Pegase                                                  |
| Le Fort de Saint-Père - Scène des Remparts |                                                              | Angel Olsen, Real Estate, Fat White Family                                   | Cheatahs, Protomartyr, METZ                      | Perfect Pussy, Toy, Cheveu                              |
| Le Fort de Saint-Père - Scène du Fort      |                                                              | The War on Drugs, Kurt Vile & The Violators, Thee Oh Sees, Caribou, Darkside | Anna Calvi, Slowdive, Portishead, Liars, Moderat | Mac DeMarco, Baxter Dury, Temples, Jamie XX, Todd Terje |

Intersets par Magnetic Friends + Chambre404 (DJ Set), Futur All Star (DJ Set), La Station Radar (DJ Set)
Lieux : Fort de Saint-Père, La Nouvelle Vague, Plage de Bon Secours, Le Théâtre Chateaubriand (conférences).
Fréquentation : 26 500 personnes

#### La Collection Hiver #9 (19 au23 février)
Programmation : Breton, Thee Silver Mt.Zion, Crystal Stilts, Michel Cloup, Jackson and His Computer Band, Traams, Willis Earl Beal, Cate Le Bon, Eagulls, Julia Kent, Clara 3000, Petit fantôme, The Warlocks, Eric Chenaux, Mélanie De Biasio, Marvin, The KVB, Piano Chat.
Lieux : La Nouvelle Vague, Chapelle Saint-Sauveur, La Chapelle du Conservatoire, Salle Sainte-Anne, L'Antipode MJC.

### Éditions 2015

#### La Collection Été #25 (du 13 au16 août)
| Programmation                              | Jeudi 13 août 2015        | Vendredi 14 août 2015                                       | Samedi 15 août 2015                                    | Dimanche 16 août 2015                                |
| ------------------------------------------ | ------------------------- | ----------------------------------------------------------- | ------------------------------------------------------ | ---------------------------------------------------- |
| La Nouvelle Vague                          | The Notwist, Sun Kil Moon |                                                             |                                                        |                                                      |
| La Plage                                   |                           | Forever Pavot                                               | Pan European (DJ Set), Flavien Berger                  | Field Mates (DJ Set), Jimmy Whispers                 |
| Le Fort de Saint-Père - Scène des Remparts |                           | Wand, Algiers, Girl Band                                    | Only Real, Hinds, Spectres                             | The Districts, Viet Cong, The Juan Maclean           |
| Le Fort de Saint-Père - Scène du Fort      |                           | The Thurston Moore Band, Fuzz, Timber Timbre, Ratatat, Rone | Kiasmos, Foals, The Soft Moon, Daniel Avery, Lindstrøm | Father John Misty, Savages, Ride, Dan Deacon, Jungle |

Annulation : Björk, remplacée par Foals
Intersets par Magnetic Friends
Lieux : Fort de Saint-Père, La Nouvelle Vague, Plage de Bon Secours, Le Théâtre Chateaubriand (conférences).
Fréquentation : 23 000 personnes.
Fréquentation : 23 000 personnes

#### La Collection Hiver #10 (25 févrierau1ermars)
Programmation : Naomi Punk, Absolutely Free, Allah Las, Ariel Pink, Grand Blanc, Mourn, Meatbodies, Deerhoof, Blonde Redhead, Ghost Culture, Neil Halsted, DM Stith, Jessica93, The Cosmic Dead, Hanni El Khatib, My Name is Nobody, Les Marquises.
Lieux : La Nouvelle Vague, Chapelle Saint-Sauveur, La Chapelle du Conservatoire, La Grande Passerelle, L'Antipode MJC.

### Éditions 2016

#### La Collection Été #26 (du 11 au14 août)
| Programmation                              | Jeudi 11 août 2016          | Vendredi 12 août 2016                                                               | Samedi 13 août 2016                          | Dimanche 14 août 2016                                    |
| ------------------------------------------ | --------------------------- | ----------------------------------------------------------------------------------- | -------------------------------------------- | -------------------------------------------------------- |
| La Nouvelle Vague                          | Usé, La Colonie de Vacances |                                                                                     |                                              |                                                          |
| La Plage                                   |                             | Moslta Sound System, Aquagascallo                                                   | Moslta Sound System, Requin Chagrin          | Moslta Sound System, Halo Maud                           |
| Le Fort de Saint-Père - Scène des Remparts |                             | Psychic Ills, Haelos, Gold Panda                                                    | Ulrika Spacek, Exploded View, The Field      | Morgan Delt, FIDLAR, Sleaford Mods                       |
| Le Fort de Saint-Père - Scène du Fort      |                             | Kevin Morby, Belle and Sebastian, Minor Victories, Pantha du Prince, Rival Consoles | LUH., Tindersticks, La Femme, Suuns, Battles | Julia Holter, Lush, Fat White Family, Savages, Jagwar Ma |

Annulation : The Avalanches remplacés par Jagwar Ma
Intersets par Magnetic Friends
Lieux : Fort de Saint-Père, La Nouvelle Vague, Plage de Bon Secours, Le Théâtre Chateaubriand (conférences).
Fréquentation : 15 000 personnes

#### La Collection Hiver #11 (24 au28 février)
Programmation : Novella, LA Priest, Bon Voyage Organisation, Flavien Berger, Blanck Mass, C. Duncan, Villagers, Hookworms, Cavern of Anti-matter, Drame, Pye Audio Corner, Spero Lucem, Car Seat Headrest, Kevin Morby, Here We Go Magic, Les Gordon, Jerusalem in My Heart, Magnetic Friends.
Lieux : La Nouvelle Vague, Chapelle Saint-Sauveur, La Chapelle du Conservatoire, La Grande Passerelle, L'Antipode MJC.

### Éditions 2017

#### La Collection Été #27 (du 17 au20 août)
| Programmation                              | Jeudi 17 août 2017                  | Vendredi 18 août 2017                                          | Samedi 19 août 2017                                                        | Dimanche 20 août 2017                                     |
| ------------------------------------------ | ----------------------------------- | -------------------------------------------------------------- | -------------------------------------------------------------------------- | --------------------------------------------------------- |
| La Nouvelle Vague                          | Alex Cameron, Andy Shauf, Allah Las |                                                                |                                                                            |                                                           |
| La Plage                                   |                                     | Prieur de La Marne, Calypso Valois                             | Prieur de La Marne, Le Comte, Kaitlyn Aurelia Smith                        | Prieur de La Marne, Petit Fantôme                         |
| Le Fort de Saint-Père - Scène des Remparts |                                     | Froth, Idles, Helena Hauff                                     | Cold Pumas, Arab Strap, Black Lips                                         | The Proper Ornaments, Yak, The Moonlandingz               |
| Le Fort de Saint-Père - Scène du Fort      |                                     | Foxygen, PJ Harvey, Car Seat Headrest, Thee Oh Sees, DJ Shadow | Parquet Courts, Temples, The Jesus and Mary Chain, Future Islands, Soulwax | Angel Olsen, Mac DeMarco, Interpol, Ty Segall, Tale Of Us |

Intersets par Magnetic Friends
Lieux : Fort de Saint-Père, La Nouvelle Vague, Plage de Bon Secours, Le Théâtre Chateaubriand (conférences).
Fréquentation : 26 700 personnes

#### La Collection Hiver #12 (22 au25 février)
Programmation : Tropic of Cancer, Omni, Tim Darcy, Rendez Vous, Cherry Glazzer, Fishbach, Shame, Buvette, Romare, Goat Girl, Barbagallo, Teenage Fanclub, Juniore, The Limiñanas, Magnetic Friends.
Lieux : La Nouvelle Vague, La Chapelle du Conservatoire, La Grande Passerelle, L'Antipode MJC.

### Éditions 2018

#### La Collection Été #28 (du 16 au19 août)
| Programmation                              | Jeudi 16 août 2018                    | Vendredi 17 août 2018                                                               | Samedi 18 août 2018                                                     | Dimanche 19 août 2018                                                 |
| ------------------------------------------ | ------------------------------------- | ----------------------------------------------------------------------------------- | ----------------------------------------------------------------------- | --------------------------------------------------------------------- |
| La Nouvelle Vague                          | Marlon Williams, Ezra Furman, The KVB |                                                                                     |                                                                         |                                                                       |
| La Plage                                   |                                       | Topper Harley, Chevalrex                                                            | Topper Harley, Marc Melià                                               | Topper Harley, Forever Pavot                                          |
| Le Fort de Saint-Père - Scène des Remparts |                                       | Le Villejuif Underground, Shame, The Black Angels                                   | Cut Worms, Jonathan Bree, Ariel Pink                                    | King Tuff, Superorganism, The Lemon Twigs                             |
| Le Fort de Saint-Père - Scène du Fort      |                                       | The Limiñanas, Grizzly Bear, Etienne Daho, The Brian Jonestown Massacre, Föllakzoid | Josh T. Pearson, Patti Smith, Nils Frahm, Ellen Alien, Veronica Vasicka | Protomartyr, Charlotte Gainsbourg, Phoenix, Jungle, The Black Madonna |

Intersets par Magnetic Friends
Lieux : Fort de Saint-Père, La Nouvelle Vague, Plage de Bon Secours.
Fréquentation : 21 000 personnes.

#### La Collection Hiver #13 (21 au24 février)
Programmation : Melaine Dalibert, Fennesz, Cotillon, Lee Ranaldo, Vox Low, Bryan‘s Magic Tears, Kelley Stoltz, Girls in Hawaii, Concrete Knives, Park Hotel, Insecure Men, Montero, Chain & The Gang, Baxter Dury, The Go! Team.
Lieux : La Nouvelle Vague, La Chapelle du Conservatoire, La Grande Passerelle, L'Antipode MJC.

### Éditions 2019

#### La Collection Été #29 (du 14 au17 août)
| Programmation                              | Mercredi 14 août 2019                       | Jeudi 15 août 2019                                              | Vendredi 16 août 2019                                       | Samedi 17 août 2019                                               |
| ------------------------------------------ | ------------------------------------------- | --------------------------------------------------------------- | ----------------------------------------------------------- | ----------------------------------------------------------------- |
| La Nouvelle Vague                          | Anna St. Louis, Big Thief, Sharon Van Etten |                                                                 |                                                             |                                                                   |
| La Plage                                   |                                             | Discolowcost, AJA                                               | Discolowcost, Le Super-Homard                               | Discolowcost, Laure Briard                                        |
| Le Fort de Saint-Père - Scène des Remparts |                                             | Pond, Stereolab, Black Midi                                     | Foxwarren, Crows, Crack Cloud                               | Hand Habits, Pottery, Oktober Lieber                              |
| Le Fort de Saint-Père - Scène du Fort      |                                             | Fontaines D.C., Idles, Tame Impala, Jon Hopkins, Lena Willikens | White Fence, Altın Gün, 2 Many DJ's, Hot Chip, Paula Temple | Deerhunter, The Growlers, Metronomy, David August, Silent Servant |

Annulation : Beirut remplacé par 2 Many DJ's
Intersets par Magnetic Friends
Lieux : Fort de Saint-Père, La Nouvelle Vague, Plage de Bon Secours.
Fréquentation : 21 500 personnes.

#### La Collection Hiver #14 (19 au23 février)
Programmation : Dominique A, Flavien Berger, Anna Calvi, Jacco Gardner, Bodega, Toy, Warmduscher, Mermonte, Boy Harsher, Cannibale, Drahla, BC Camplight, MNNQNS, Niklas Paschburg, Marble Arch.
Lieux : Conservatoire de Rennes, Théâtre national de Bretagne, La Nouvelle Vague, L'Antipode MJC.

## Années 2020

### Éditions 2020

#### La Collection Été #30 (Annulée)
La trentième édition estivale du festival, devant se dérouler du 19 au 22 août 2020, est annulée pour cause de Covid-19.
La programmation aurait été : Acid Arab, Allah-Las, Angel Olsen, Baxter Dury, Carla Dal Forno, Chromatics, Cigarettes After Sex, Black Country, New Road, Corridor, DIIV, Fat White Family, Flat Worms, Girl Band, Holy Fuck, Jehnny Beth, Kraftwerk, Laurel Halo, L'Épée, Moon Duo, Peaking Lights, Porridge Radio, Reverberation Radio, Sorry, Swans, Tropical Fuck Storm, Ty Segall, Woods.

#### La Collection Hiver #15 (27 févrierau7 mars).
Anna Meredith, Arandel, Beak, Deliluh, Egyptian Blue, En Attendant Ana, Hotel Lux, Kit Sebastian, La Récré, Life, Nova Materia, Pleasure Principle, Prettiest Eyes, Sebadoh (annulé), Squid, The Proper Ornaments, The Wants, Tindersticks, Warmduscher, Working Men's Club.
Lieux : Conservatoire de Rennes, Théâtre national de Bretagne, La Nouvelle Vague, L'Antipode MJC, Le Lieu unique, La Grande Passerelle.

### Éditions 2021

#### La Collection Été Collection Capsule (du 18 au 22 août)
| Programmation        | Mercredi 18 août 2021                           | Jeudi 19 août 2021                                | Vendredi 20 août 2021                       | Samedi 21 août 2021          | Dimanche 22 août 2021         |
| -------------------- | ----------------------------------------------- | ------------------------------------------------- | ------------------------------------------- | ---------------------------- | ----------------------------- |
| Plage du Vallion     | Blumi, Lesneu                                   | Beach Youth, Special Friend                       |                                             |                              |                               |
| Théâtre de Verdure   | Raoul Vignal, H-Burns with The Stranger Quartet | Lisa Li-Lund, Maxwell Farrington & Le Superhomard |                                             |                              |                               |
| Parc de la Briantais |                                                 |                                                   | KCIDY, Hoorsees                             | Roméo Poirier, Grand Veymont |                               |
| Cour du Château      |                                                 |                                                   | Chevalrex, Frànçois and The Atlas Mountains | Arthur Satan, La Femme       |                               |
| Le Tertre            |                                                 |                                                   |                                             |                              | Nathan Roche, Murman Tsuladze |
| La Carrière          |                                                 |                                                   |                                             |                              | Heimat, Veik                  |

Lieux : Plage du Vallion de Saint Jouan des Guérets, Théâtre de Verdure de Cancale, Parc de la Briantais de Saint-Malo, Cour du Château de Saint-Malo, Le Tertre du Mont Dol, La Carrière du Mont Dol.

#### La Collection Hiver
La Collection Hiver est annulée en raison du COVID.

### Éditions 2022

#### La Collection Été #30 (du 17 au20 août)
| Programmation                                    | Mercredi 17 août 2022       | Jeudi 18 août 2022                                                   | Vendredi 19 août 2022                                | Samedi 20 août 2022                                               |
| ------------------------------------------------ | --------------------------- | -------------------------------------------------------------------- | ---------------------------------------------------- | ----------------------------------------------------------------- |
| La Nouvelle Vague                                | King Hannah, Aldous Harding |                                                                      |                                                      |                                                                   |
| La Plage                                         |                             | Magnetic Friends, Mary Lattimore                                     | Magnetic Friends, Melenas                            | Magnetic Friends, Tess Parks                                      |
| Le Fort de Saint-Père - Scène des Remparts       |                             | Cola, Geese, Yard Act, Charlotte Adigéry & Bolis Pupul               | Honeyglaze, Porridge Radio, DIIV, Snapped Ankles     | Big Joanie, Wu-Lu, Ditz, PVA                                      |
| Le Fort de Saint-Père - Scène du Fort            |                             | Black Country, New Road, Wet Leg, Fontaines D.C., Working Men’s Club | Los Bitchos, Kevin Morby, Baxter Dury, The Limiñanas | Vanishing Twin, BEAK>, Ty Segall & Freedom Band, Fat White Family |
| Le Fort de Saint-Père - Aftershow Entrée du Fort |                             | Wunderbar                                                            | Jabba 2.3                                            | Pépé Jerk                                                         |

Annulation : King Gizzard & The Lizard Wizard , remplacé par Fat White Family
Lieux : Fort de Saint-Père, La Nouvelle Vague, Plage de Bon Secours, Salle Sainte-Anne (conférence).
Fréquentation : 16 000 personnes.

#### La Collection Hiver #16 (9 au 11 mars 2022)
| Programmation                          | Mercredi 9 mars 2022 | Vendredi 11 mars 2022                                                | Samedi 12 mars 2022                                        |
| -------------------------------------- | -------------------- | -------------------------------------------------------------------- | ---------------------------------------------------------- |
| La Chapelle du Conservatoire de Rennes | Space Afrika         |                                                                      |                                                            |
| La Nouvelle Vague                      |                      | The Lounge Society, The Apartments, Altin Gün, Camera, Zombie Zombie | English Teacher, Anika, Sinead O'Brien, Shame, Folly Group |

Lieux : La Chapelle du Conservatoire de Rennes, La Nouvelle Vague.

### Éditions 2023

#### La Collection Été #31 (du 16 au19 août)
| Programmation                                    | Mercredi 16 août 2023                    | Jeudi 17 août 2023                                         | Vendredi 18 août 2023                               | Samedi 19 août 2023                                       |
| ------------------------------------------------ | ---------------------------------------- | ---------------------------------------------------------- | --------------------------------------------------- | --------------------------------------------------------- |
| La Nouvelle Vague                                | HotWax, The Psychotic Monks, Warmduscher |                                                            |                                                     |                                                           |
| La Plage                                         |                                          | Aoife Nessa Frances                                        | Zone Rouge, Leoni Leoni                             | Comme ça, Grand Blanc                                     |
| Le Fort de Saint-Père - Scène des Remparts       |                                          | Jonathan Personne, Gilla Band, Special Interest            | Grand Blanc, clipping., Deena Abdelwahed            | Sorry, FLOHIO, They Hate Change                           |
| Le Fort de Saint-Père - Scène du Fort            |                                          | Dry Cleaning, SQUID, M83, King Gizzard & The Lizard Wizard | Yo La Tengo, The Black Angels, Osees, Young Fathers | Jockstrap, Bodega, The Brian Jonestown Massacre, Jamie xx |
| Le Fort de Saint-Père - Aftershow Entrée du Fort |                                          | Marie Davidson, Magnetic Friends                           | Zone Rouge                                          | Comme ça                                                  |

Annulations : Viagra Boys, remplacés par SQUID, et Billy Nomates, remplacée par Grand Blanc.
Lieux : Fort de Saint-Père, La Nouvelle Vague, Plage de Bon Secours, Le Théâtre Chateaubriand (conférence)
Fréquentation : 25 000 personnes

#### La Collection Hiver #17 (7 au 11 mars 2023)
| Programmation              | Mercredi 8 mars 2023            | Jeudi 9 mars 2023                                            | Vendredi 10 mars 2023                                                                     | Samedi 11 mars 2023                                                    |
| -------------------------- | ------------------------------- | ------------------------------------------------------------ | ----------------------------------------------------------------------------------------- | ---------------------------------------------------------------------- |
| Le Conservatoire de Rennes | Ben Shemie, Christophe Bailleau |                                                              |                                                                                           |                                                                        |
| L'Antipode                 |                                 | En Attendant Ana, The Cool Greenhouse, Constance Rosa Vertov |                                                                                           |                                                                        |
| La Nouvelle Vague          |                                 |                                                              | Nathan Roche, Forever Pavot, DeryaYıldırım & Grup Şimşek, Panda Bear & Sonic Boom, Heimat | TH da Freak, Lee Ranaldo, Malik Djoudi, Arab Strap, Death Valley Girls |

+ Mardi 7 mars à L'Arvor Rennes : "Delia Derbyshire : The Myths and The Legendary Tapes" un film de Caroline Catz
+ Samedi 11 mars à La Grande Passerelle Saint-Malo : "Voyage psychédélique à travers le monde" une conférence de Christophe Brault
Lieux : L'Arvor Rennes, L'Antipode Rennes, Le Conservatoire de Rennes, La Nouvelle Vague, La Grande Passerelle Saint-Malo.

### Éditions 2024

#### La Collection Été #32 (du 14 au 17 août)
| Programmation                                    | Mercredi 14 août 2024      | Jeudi 15 août 2024                        | Vendredi 16 août 2024                          | Samedi 17 août 2024                                      |
| ------------------------------------------------ | -------------------------- | ----------------------------------------- | ---------------------------------------------- | -------------------------------------------------------- |
| La Nouvelle Vague                                | ML Buch, Ghostwoman, Chalk |                                           |                                                |                                                          |
| La Plage                                         |                            | DJ Gap Life, Naima Bock                   | 2 Many Lulu's, Aline                           | DJ Gap Life, Clarissa Connelly                           |
| Le Fort de Saint-Père - Scène des Remparts       |                            | Enola, Nation Of Langage, Backxwash       | Deeper, Debby Friday, Fat Dog                  | Clarissa Connelly, Astral Bakers, Protomartyr, Dame Area |
| Le Fort de Saint-Père - Scène du Fort            |                            | Kae Tempest, Slowdive, The Kills, Soulwax | Bar Italia, Blonde Redhead, Etienne Daho, METZ | Timber Timbre, Air, Meatbodies                           |
| Le Fort de Saint-Père - Aftershow Entrée du Fort |                            | Mystery Kid & Jabba 2.3                   | OR'L & Paulette Sauvage                        | Jessica Winter, Pascadog & DJ Gap Life                   |

Annulations : Beach Fossils, remplacés par Clarissa Connelly, et José González remplacé par Timber Timbre.
Lieux : Fort de Saint-Père, La Nouvelle Vague, Plage de Bon Secours, Le Théâtre Chateaubriand (conférence)
Fréquentation : 21 000 personnes

#### La Collection Hiver #18 (28 février au 2 mars)
| Programmation     | Jeudi 29 février 2024                            | Vendredi 1er mars 2024                                      | Samedi 2 mars 2024                                 |
| ----------------- | ------------------------------------------------ | ----------------------------------------------------------- | -------------------------------------------------- |
| L'Antipode        | Lysistrata, Lambrini Girls, Maxime Pilori DJ Set |                                                             |                                                    |
| La Nouvelle Vague |                                                  | The Big Idea, Bruit Noir, BDRMM, Gaz Coombes, Walter Astral | Eat-Girls, Baby's Bersek, HOOVERIII, Slift, Decius |

+ Mercredi 28 février à L'Arvor Rennes : "Meet Me In The Bathroom" un film de Dylan Southern & Will Lovelace
+ Samedi 2 mars à La Grande Passerelle Saint-Malo : "Rock Is Not Dead, un panorama du rock indé du XXIème siècle" une conférence de Christophe Brault

### Éditions 2025

#### La Collection Été #33 (du 13 au 16 août)
| Programmation                                    | Mercredi 13 août 2025     | Jeudi 14 août 2025                                      | Vendredi 15 août 2025                                           | Samedi 16 août 2025                           |
| ------------------------------------------------ | ------------------------- | ------------------------------------------------------- | --------------------------------------------------------------- | --------------------------------------------- |
| La Nouvelle Vague                                | Astrid Sonne, Dominique A |                                                         |                                                                 |                                               |
| La Plage                                         |                           | Dominique A DJ Set, Ellie O'Neill                       | Nono Gigsta, Radio Hito                                         | Pauline Gompertz, Milan W.                    |
| Le Fort de Saint-Père - Scène des Remparts       |                           | Memorials, WU LYF, Bolis Pupul                          | Biche, GANS, Tropical Fuck Storm, Frankie and the Witch Fingers | Maria Somerville, M(H)AOL, SUUNS, Sega Bodega |
| Le Fort de Saint-Père - Scène du Fort            |                           | Black Country, New Road, La Femme, King Krule, Overmono | Porridge Radio, Yard Act, Pulp                                  | Fine, Trentemøller, Kraftwerk                 |
| Le Fort de Saint-Père - Aftershow Entrée du Fort |                           | Curses, Lustsickpuppy                                   | David Shaw and the Beat, Nono Gigsta                            | Camilla Sparksss, Pauline Gompertz            |

A noter que pour la première fois depuis 2018, aucune annulation n'est venue perturber cette Collection Été.
Lieux : Fort de Saint-Père, La Nouvelle Vague, Plage de Bon Secours, Le Théâtre Chateaubriand (conférence)
Fréquentation : 27 000 personnes

#### La Collection Hiver #19 (27 février au 1er mars)
| Programmation     | Jeudi 27 février 2025                                  | Vendredi 28 février 2025                                   | Samedi 1er mars 2025                                                  |
| ----------------- | ------------------------------------------------------ | ---------------------------------------------------------- | --------------------------------------------------------------------- |
| L'Antipode        | Mélanie (from Mourir Bête), Heartworms, Tramhaus, DITZ |                                                            |                                                                       |
| La Nouvelle Vague |                                                        | Reymour, Delivery, Billy Nomates, The EX, Getdown Services | Alva Starr, Sinaïve, Bryan's Magic Tears, Fat White Family, Adult DVD |

+ Mercredi 27 février à L'Arvor Rennes : "Blur : To the end" un film de Toby L.
+ Samedi 1er mars à La Grande Passerelle Saint-Malo (Annulé) : "Les grandes figures du rock au féminin" une conférence de Christophe Brault
Lieux : L'Antipode Rennes, La Nouvelle Vague, L'Arvor Rennes, La Grande Passerelle Saint-Malo.